# ديرك هيلبرت
ديرك هيلبرت هو سياسي ألماني، ولد في 23 أكتوبر 1971 في درسدن في ألمانيا. نشط حزبياً في الحزب الديمقراطي الحر. وقد انتخب عمدة (3 سبتمبر 2015 – ).

## وصلات خارجية
- ديرك هيلبرت على موقع مونزينجر (الألمانية)